# Nomia apicalis
Nomia apicalis är en biart som beskrevs av Heinrich Friese 1941. Nomia apicalis ingår i släktet Nomia och familjen vägbin. Inga underarter finns listade i Catalogue of Life.